# Gundelia tournefortii

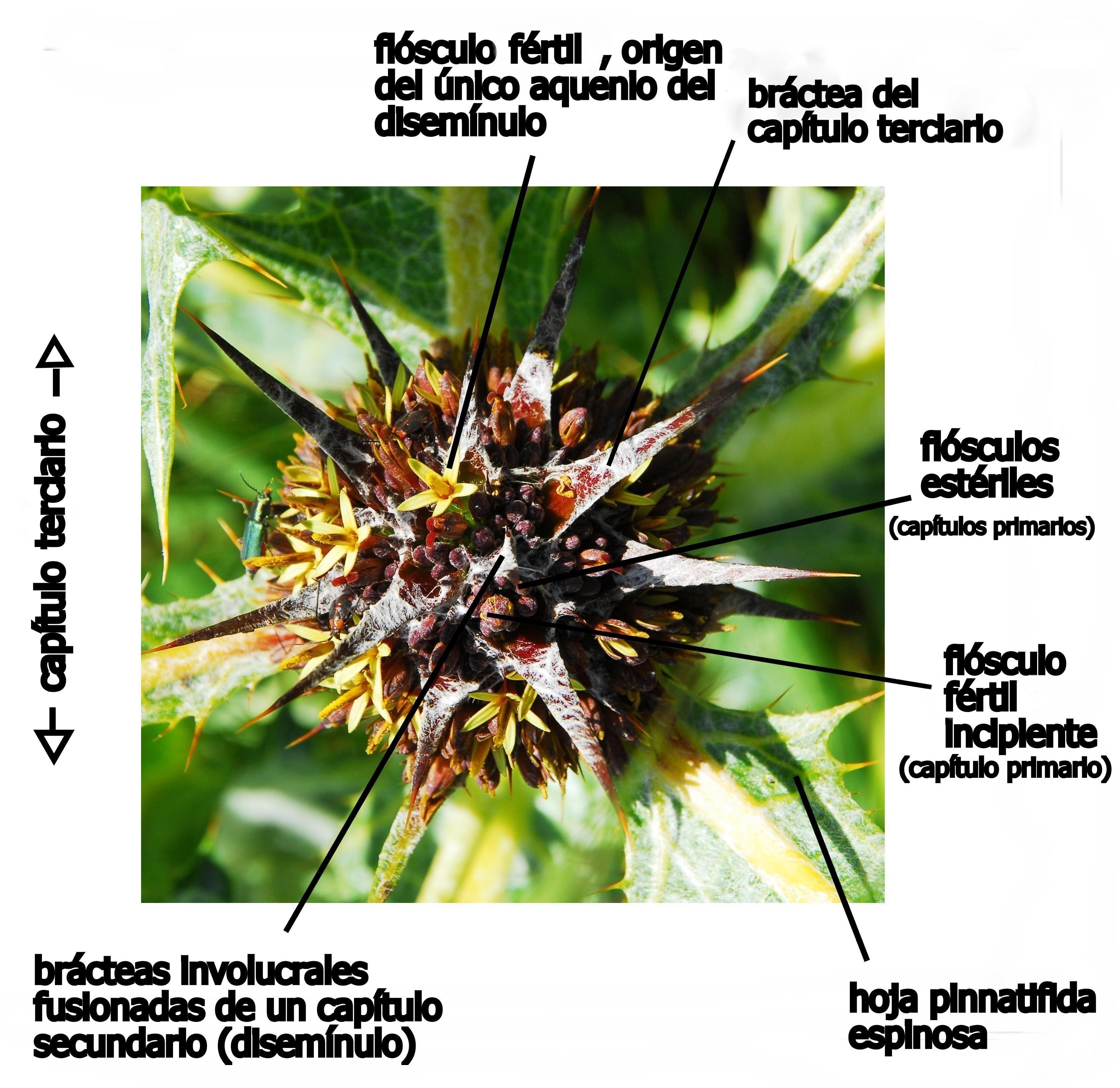
Blütenkopf, zusammengesetzter Blütenstand, im Detail

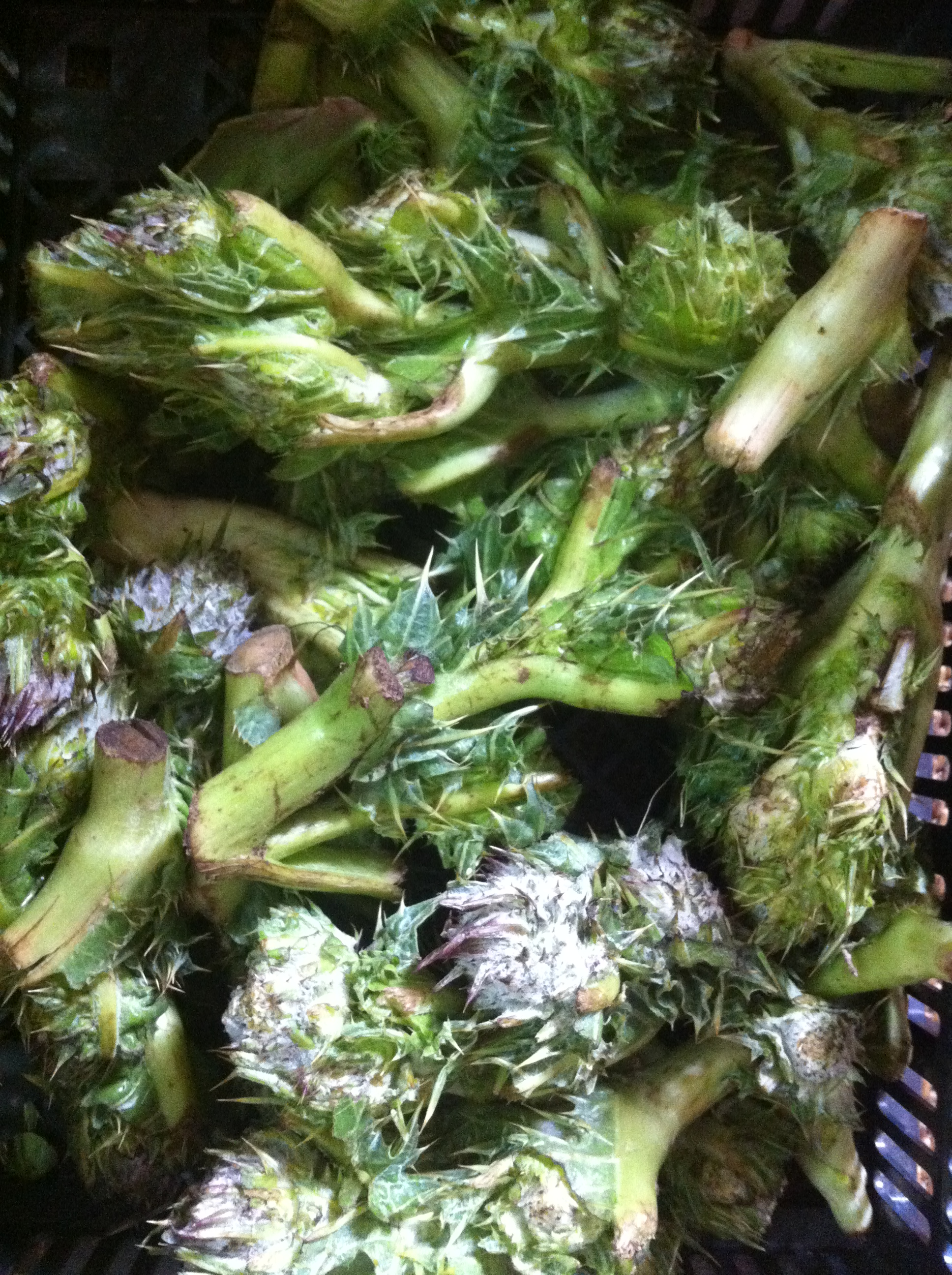
Junge Blütenköpfe als Gemüse noch unverarbeitet, mit Stacheln

Gundelia tournefortii ist eine Pflanzenart in der  Familie der Korbblütler aus dem Nahen Osten, dem Irak, Türkei, Zypern, Syrien, Libanon, Ägypten und Israel bis nach Jordanien.

## Beschreibung
Gundelia tournefortii wächst als ausdauernde, stachelige, krautige Pflanze bis zu 1 Meter hoch. Die wenig verzweigten Stängel sind kahl bis behaart. Die Pflanzen sind milchsafthaltig. Die alten, vertrockneten Pflanzen werden zu Steppenläufern.
Die stacheligen Laubblätter sind wechselständig. Sie sind sitzend oder mit herablaufender Basis und kahl bis behaart. Die zerschnittenen bis zerteilten Blätter werden bis zu 30 Zentimeter lang. Die auffällige Nervatur ist weiß bis purpur.
Es werden endständige, einzelnstehende, zusammengesetzte, eiförmige bis rundliche „Blütenköpfe“ gebildet. Die einzelnen kleinen Blütenkörbe besitzen jeweils eine kleine verwachsene Hülle und sind einblütig mit Röhrenblüten. Sie stehen bis zu siebt zusammen (Syncalathium), nur die innerste, zwittrige Blüte ist fertil die anderen sind funktionell männlich. Diese mehrblütigen Syncalathias mit verwachsenen Hüllblättern stehen, jeweils an langen, stacheligen, oft behaarten Deckblättern, zu vielen im großen, bis zu 7 Zentimeter langen Blütenkopf zusammen. Die Blüten sind braun-purpur bis gelb oder selten weiß oder grünlich.
Es werden kleine Achänen mit einem kleinen, gestutzten Krönchen im Zentrum, umgeben von den kleinen hohlen Hüllen der sterilen Blüten, der 1–1,5 Zentimeter großen, stacheligen, holzigen und becherartig verwachsenen Hüllblätter des Syncalathiums gebildet (Diaspore).

## Verwendung
Die junge Blütenköpfe und Blattbasen, Stängel und Wurzeln werden als Gemüse genutzt. Vorher müssen alle Stachel abgeschnitten werden.